# Lloyd Whitlock
Pour les articles homonymes, voir Whitlock.
Lloyd Whitlock  est un acteur américain, né à Springfield au Missouri, le 2 janvier 1891, et mort à Los Angeles, le 8 janvier 1966.

## Biographie
Il est apparu dans 199 films entre 1916 et 1949.
Il était marié à Myrtle Gibsone.

## Filmographie partielle
- 1917 : The Edge of the Law de Louis Chaudet
- 1919 : The Boomerang (en) de Bertram Bracken : Walter Ames
- 1920 : Scratch My Back de Sidney Olcott : Loton
- 1921 : White and Unmarried (en) de Tom Forman :  Marechal
- 1921 : One Man in a Million de George Beban
- 1922 : Viviane (Wild Honey) de Wesley Ruggles :  Freddy Sutherland
- 1922 : Kissed de   King Baggot : Dr Sherman Moss
- 1922 : The Girl Who Ran Wild de Rupert Julian : Jack Velvet
- 1923 : La Victoire mutilée (The Woman of Bronze) de King Vidor : Leonard Hunt
- 1923 : Slippy McGee (en) de Wesley Ruggles : Howard Hunter
- 1923 : The Man Who Won de William A. Wellman :  Lord James
- 1923 : The Thrill Chaser (en)  de Edward Sedgwick : Abdul Bey
- 1923 : An Old Sweetheart of Mine de Harry Garson : Stuffy Shade
- 1924 : The Triflers de   Louis Gasnier : Teddy Hamilton
- 1925 : Le Gardien du foyer (The Home Maker) de King Baggot : Mr. Willings
- 1925 : Who Cares (en)  de  David Kirkland : Gilbert Palgrave
- 1925 : The Prairie Pirate (en)  d'Edmund Mortimer : Howard Steele
- 1925 : Perils of the Rail (en) de J. P. McGowan : Barker, The Claims Agent
- 1925 : Dollar Down de Tod Browning : Howard Steele
- 1925 : Les Pirates de l'air (The Air Mail) d'Irvin Willat : Howard Steele
- 1926 : Les Moineaux (Sparrows) de  William Beaudine : Joe Bailey
- 1926 : Le Signal dans la nuit (The Man in the Saddle) de Lynn Reynolds et Clifford Smith : Lawrence
- 1926 : The Fighting Buckaroo de Roy William Neill : Glenmore Bradley
- 1926 : Paradise  d'Irvin Willat : Teddy
- 1927 : Plus fort que Lindbergh (en) (A Hero for a Night) de William James Craft : Jack Ferber
- 1927 : The Notorious Lady de King Baggot
- 1929 : The Fatal Warning de Richard Thorpe : Norman Brooks
- 1930 : L'Amérique a soif (See America Thirst) de William J. Craft : O'Toole's Henchman
- 1930 : The Cohens and the Kellys in Scotland de William J. Craft : Prince
- 1931 : Honeymoon Lane (en) de William James Craft : Arnold Bookstein
- 1931 : Wicked (en) d'Allan Dwan : ami de Tony
- 1931 : Quartier chinois (Chinatown After Dark) de Stuart Paton : Detective Captain
- 1932 : L'Aigle de la mort (The Shadow of the Eagle) de Ford Beebe et William Reeves Easton : Green
- 1932 : Sin's Pay Day (en) de  George B. Seitz : Robert Webb
- 1932 : The Widow in Scarlet (en) de  George B. Seitz : Mandel
- 1932 : The Hurricane Express de J. P. McGowan et Armand Schaefer : Walter Gray
- 1932 : Blonde Vénus (Blonde Venus) de Josef von Sternberg : manager de Baltimore
- 1933 : The Whispering Shadow (en) de  Colbert Clark et Albert Herman : jeune Henchman no 3
- 1934 : À l'ouest des montagnes (West of the Divide) de Robert N. Bradbury : Mr. Gentry
- 1934 : Le Texan chanceux (The Lucky Texan) de Robert N. Bradbury : Harris
- 1935 : Behind the Green Lights (en) de Christy Cabanne : Assistant District Attorney
- 1936 : Robinson Crusoe of Clipper Island (en) de Ray Taylor et Mack V. Wright : Lamar
- 1936 : Undersea Kingdom (en) de  B. Reeves Eason et Joseph Kane : Captaine Clinton, US Navy
- 1937 : L'Avocat du diable (Counsel for Crime) de John Brahm : Attorney
- 1941 : White Eagle (en) de  James W. Horne